# Gaio Giulio Sampsigeramo
Gaio Giulio Sampsigeramo (Emesa, ... – Emesa, 79) è stato un architetto siriano vissuto in epoca romana, ideatore del Mausoleo di Emesa.

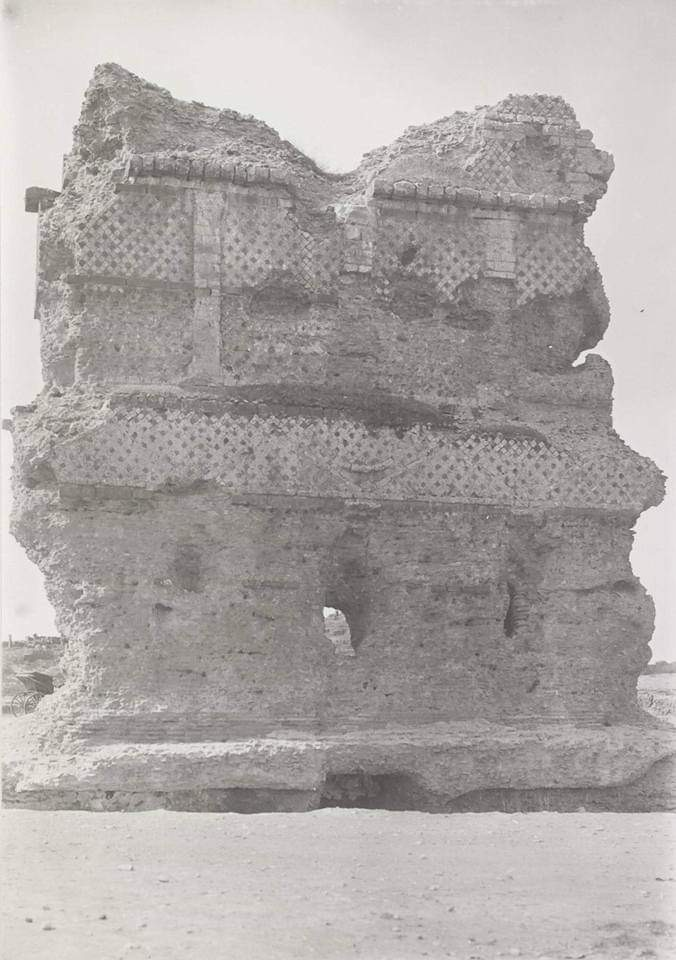
Il Mausoleo di Emesa fotografato nel 1907

Secondo la tradizione, Gaio Giulio Sampsigeramo era il figlio di Gaio Giulio Alessio, ultimo re-sacerdote di Emesa, regno che fu, proprio in quegli anni, totalmente inglobato dall'impero romano. Giulio Alessio discendeva, tramite sua madre Drusilla di Mauretania, figlia dell'ultimo re di Mauretania Tolomeo, da Marco Antonio e Cleopatra. 
Secondo lo storico francese Maurice Sartre, Gaio Giulio Sampsigeramo possedeva la cittadinanza romana, in quanto è sempre indicato con i suoi tria nomina. Tale considerazione avvalora ancora di più la tesi secondo la quale Sampsigeramo facesse parte della dinastia emesiana. Sempre secondo tale osservazione, la mancanza di un documento o un'epigrafe che attesti l'appartenenza di Sampsigeramo alla già citata famiglia reale si spiegherebbe soltanto con l'annessione di Emesa alla provincia romana della Siria avvenuta proprio durante la costruzione del Mausoleo della città.
Secondo gli studi effettuati dallo storico e genealogista Christian Settipani, Sampsigeramo ebbe un figlio di nome Gaio Giulio Longino Soemo, il quale a sua volta ebbe un altro figlio, Gaio Giulio Avito, che a sua volta ebbe una figlia, Giulia Bassa, e un figlio, Soemo, futuro re di Armenia.
Inoltre, si proclamavano suoi discendenti anche Giulio Bassiano, padre di Giulia Domna (moglie dell'imperatore romano Settimio Severo e madre di Caracalla) e Giulia Mesa (nonna materna degli imperatori Eliogabalo e Alessandro Severo); nonché la regina Zenobia di Palmira. 